# Крёйц, Густав Филипп
Граф Густав Филип Крёйц (Креуц, Крейц, Кройц) (швед. Gustav Philip Creutz; май 1731[…], Anjala Manor museum, Коувола[…] — 30 октября 1785[…], Стокгольм[…] или Стокгольм, Стокгольмское обер-губернаторство) — шведский государственный деятель, дипломат, поэт. Председатель Шведского королевского совета (1783—1785). Посол Швеции в Испании (1763—1766) и во Франции (1766—1783).

## Биография
Представитель шведского графского рода Крейцов. Сын генерала графа Карла Крейца и баронессы Борбро Елены из рода Вреде. Его отец долгое время находился в плену в Тобольске. После смерти отца в 1740 году воспитанием юноши занимались его дяди Фабиан и Хенрик.
В течение трёх лет (1748—1751) обучался в Королевской академии Або. Получил основательное образование, особенно в знании классических языков, в том числе греческого.
По окончании учёбы Густав служил в Королевской канцелярии, коллегии иностранных дел, был нотариусом. Во время своей службы получил первое признание за «остроумие и понимание, а также постоянную осмотрительность». Затем переехал в Швецию, где стал придворным шведского принца Фредрика Адольфа.
Вместе со своим другом графом Густавом Фредриком Гилленборгом в 1753 году был инициатором создания одного из самых первых литературных обществ Tankebyggarorden (Орден Строителей Мысли), целью которого была борьба с «невежеством и варварством», тесно связанного с литературным салоном Хедвиги Шарлотты Норденфлихт. «Строители мысли» ценили Вольтера и Монтескье и Руссо.
Густав Филипп Крёйц сформировался как тип либертина, сторонника свободной, гедонистической морали, у которого руссоистский культ естественного чувства сводится в значительной мере к изящной эротике. Одно из первых его произведений — ода «Летняя песнь» — примыкает к традиции идиллического описания времен года. Главное произведение Крейца — «Атис и Камилла» (1781), поэма в пяти песнях, написанная александрийским стихом, в которой, несмотря на стилизацию и пасторальную маскарадность, с большой эмоциональной силой переданы чувства юных героев.
Автор пасторали «Дафна», был назван «последним искусником шведского языка».
Со временем оставил службу при дворе, перешёл на дипломатическую работу и прекратил литературную деятельность.
В 1763—1766 годах Крёйц был посланником Швеции в Мадриде. В 1766—1783 годах находился в Париже в ранге посла Швеции. Будучи послом, Густав Крёйц 3 апреля 1783 года подписал с Бенджамином Франклином договор о шведско-американской дружбе и торговые отношениях.
В 1783 году Крёйц вернулся в Швецию и стал канцлером Уппсальского университета и возглавил Королевскую канцелярию. В 1783—1784 годах входил в правительство короля Густава III. Считается личным другом Густава III.
Член Шведской королевской академии наук с 1784 года.

## Память
- В 1983 году почты США и Швеции выпустили марки с его изображением, посвящённые 200-летию подписания Договора о дружбе и торговле между Соединенными Штатами и Швецией .
- На торжественном собрании шведской академии 20 декабря 2010 года было объявлено о выпуске памятной монеты, посвящённой Густаву Крёйцу, работы художника Петера Линде.